# Mihael Debeljak
Mihael Debeljak (tudi Debelak?), slovenski rimskokatoliški duhovnik in narodni buditelj, * 29. september 1818, Tržič, † 25. avgust 1888, Trst.

## Življenje in delo
Rodil se je očetu Mihaelu st. in materi Barbari (rojena Kališnik). Po končani gimnazije v Ljubljani je v Trstu študiral bogoslovje in bil tam leta 1845 posvečen v duhovnika. Nato je kaplanoval v Lanišču in istrskem Žminju kjer je vodil tudi šolo, bil 1851 poklican v Trst kot vodja šole v »novi Reni«, od koder je 1865 prišel na šolo v Koroški ulici, kjer je ostal do šolske reforme 1868. Leta 1884 je postal kanonik pri sv. Justu v Trstu, nadzornik mestnih šol in upravnik župnije sv. Antona. Kot narodni buditelj je deloval tako v Istri kot tudi v Trstu.